# 이지영 (야구 선수)
이지영(李知榮, 1986년 2월 27일 ~ )은 KBO 리그 SSG 랜더스의 포수이다.

## 아마추어 시절
경성대학교 1학년 때부터 클린업 트리오의 주축으로 공수에서 활약하며 4년 간 경성대학교 야구부의 주전 포수로 활약했다.
2005년 4월 전국 대학 야구 춘계 리그에서 경성대학교의 준우승에 기여했고, 5월에는 제 60회 전국 대학 야구 선수권 대회에서 팀 동료였던 장원삼, 김기표와 함께 성균관대학교를 꺾고 15년 만에 우승을 차지했다. 그는 대회 수훈상을 수상했다. 10월에는 전국 대학 야구 추계 리그에서 성균관대학교를 결승전에서 다시 꺾고 우승하며 대학 리그를 평정했다.
2006년에 경성대학교의 원투 펀치였던 장원삼, 김기표가 졸업과 함께 프로로 진출하며 팀 전력에 손실이 있었지만 2007년 9월에는 전국 대학 야구 추계 리그에서 경성대학교가 한양대학교에 이어 준우승을 차지했고 그는 11타점으로 대회 타점왕에 올랐다. 10월에는 대통령기 전국 대학 야구에서 주전 포수로 대회 전 경기를 출장하며 대회 첫 우승을 하는 데 공헌했다.
2005년 8월에 야구 월드컵 국가대표에 선발됐고, 대학생 타자로는 성균관대학교 내야수 김연훈과 함께 참가해 쿠바에 이어 준우승하는 데 일조했다.

## 삼성 라이온즈시절
경성대학교 시절 화려한 커리어와 달리 프로의 지명을 받지 못해 신고선수로 입단했다. 현재윤의 부상으로 인해 2009년 7월 14일에 포수로 데뷔 첫 선발 출장했다. 정식 선수로 승격된 2009년에 데뷔 첫 안타를 기록했고 23경기에 출전했다.

## 상무 야구단시절
2009년 시즌 후 입대하였다.

## 삼성 라이온즈복귀
2011년 9월에 제대하자마자 야구 월드컵에 다시 한 번 출전 후 복귀했다. 타격 능력에 두각을 보여 백업 포수였던 현재윤을 밀어내고 진갑용의 후계 포수 수업을 받았다. 2012년 한국시리즈 1차전과 5차전에 윤성환의 전담 포수로 선발 출장해 2경기 동안 좋은 모습을 보이며 팀의 우승에 공헌했다.
2012년에 신인왕 후보에 올랐으나 2표를 받는데 그쳤고, 신인왕은 서건창이 차지했다.
2014년 주전 포수였던 진갑용의 부상으로 그가 주전 포수로 활동했다. 원래 배영수와 배터리를 이뤘지만 이흥련이 배영수의 전담 포수가 됐다. 5월 22일 롯데전에서 장원준을 상대로 데뷔 첫 홈런을 기록했다.
2014년에 골든글러브 포수 후보에 올랐으나 양의지에게 밀리며 수상에 실패했다.
2015년 전반기에 전담 포수를 맡아 진갑용과 번갈아가며 포수를 맡다가 진갑용이 은퇴하자 팀의 주전 포수로 자리잡았다. 2015년에 데뷔 첫 3할 타율을 기록했고, 4할에 육박하는 도루 저지율을 기록하며 완벽한 수비형 포수라는 극찬까지 받았다. 골든글러브 포수 부분에서 양의지에게 밀리며 또 수상에 실패했다.

## 키움 히어로즈시절
2018년 12월 7일 당시 삼성 라이온즈 소속이었던 그, SK 와이번스 소속이었던 김동엽, 넥센 히어로즈 소속이었던 고종욱과 삼각 트레이드를 통해 이적하였다. 절차상으로는 먼저 김동엽이 고종욱을 상대로 넥센 히어로즈로 이적한 뒤 곧바로 그가 김동엽을 상대로 넥센 히어로즈로 이적하는 방식으로 진행됐다. 2019년 시즌 2할대 타율과 좋은 리딩을 하며 팀의 준우승을 이끌었다. 2019년 시즌 후 FA 자격을 취득해 3년 총액 18억원에 잔류했다.

## SSG 랜더스시절
2024년 1월 12일 키움 히어로즈와 2년 총액 4억(연봉 3억 5000만원, 옵션 5000만원)에 FA 계약을 체결하고 현금 2억 5000만원, 2025년 KBO 리그 신인 드래프트 3라운드 지명권 양도를 포함한 사인 앤 트레이드를 통해 이적했다.

## 별명
- 이름이 여성스러워 '지영 언니'라고 불린다.
- 초구에 타격하는 경우가 많아 '초구 지영'이라고 불린다.

## 출신 학교
- 인천서화초등학교
- 인천 신흥중학교
- 제물포고등학교
- 경성대학교

## 수상
- 2005년 야구 월드컵 준우승, 전국대학야구선수권대회 수훈상
- 2007년 전국대학야구 추계리그 타점상

## 통산 기록
| 연도 | 팀명   | 타율  | 경기 | 타수 | 득점 | 안타 | 2루타 | 3루타 | 홈런 | 루타 | 타점 | 도루 | 도실 | 볼넷 | 사구 | 삼진 | 병살 | 실책 |
| ---- | ------ | ----- | ---- | ---- | ---- | ---- | ----- | ----- | ---- | ---- | ---- | ---- | ---- | ---- | ---- | ---- | ---- | ---- |
| 2009 | 삼성   | 0.214 | 23   | 28   | 2    | 6    | 0     | 0     | 0    | 6    | 4    | 0    | 0    | 0    | 0    | 9    | 0    | 0    |
| 2012 | 삼성   | 0.304 | 54   | 135  | 10   | 41   | 3     | 0     | 0    | 44   | 13   | 0    | 0    | 4    | 4    | 16   | 4    | 4    |
| 2013 | 삼성   | 0.239 | 113  | 268  | 27   | 64   | 4     | 1     | 0    | 70   | 18   | 4    | 0    | 14   | 1    | 38   | 6    | 6    |
| 2014 | 삼성   | 0.278 | 99   | 266  | 37   | 74   | 10    | 3     | 3    | 99   | 32   | 3    | 3    | 14   | 2    | 33   | 5    | 6    |
| 2015 | 삼성   | 0.305 | 124  | 361  | 36   | 110  | 10    | 1     | 1    | 125  | 55   | 1    | 2    | 14   | 4    | 32   | 10   | 7    |
| 2016 | 삼성   | 0.327 | 129  | 390  | 36   | 126  | 12    | 0     | 12   | 149  | 70   | 3    | 2    | 12   | 7    | 32   | 13   | 10   |
| 2017 | 삼성   | 0.238 | 105  | 302  | 31   | 72   | 10    | 2     | 0    | 86   | 26   | 4    | 3    | 20   | 5    | 40   | 16   | 6    |
| 2018 | 삼성   | 0.343 | 90   | 178  | 31   | 61   | 10    | 0     | 8    | 77   | 19   | 0    | 0    | 15   | 4    | 27   | 3    | 4    |
| 2019 | 키움   | 0.282 | 106  | 308  | 40   | 87   | 5     | 1     | 1    | 97   | 39   | 5    | 1    | 15   | 1    | 28   | 14   | 3    |
| 2020 | 키움   | 0.309 | 101  | 262  | 22   | 81   | 10    | 2     | 0    | 95   | 36   | 1    | 1    | 19   | 4    | 28   | 8    | 4    |
| 2021 | 키움   | 0.275 | 108  | 233  | 29   | 64   | 5     | 1     | 0    | 71   | 31   | 3    | 1    | 19   | 2    | 17   | 10   | 3    |
| 2022 | 키움   | 0.267 | 137  | 420  | 38   | 112  | 13    | 4     | 2    | 139  | 37   | 1    | 1    | 20   | 1    | 44   | 16   | 11   |
| 2023 | 키움   | 0.249 | 81   | 217  | 23   | 54   | 8     | 1     | 0    | 64   | 8    | 1    | 1    | 12   | 1    | 39   | 2    | 4    |
| 2024 | SSG    | 0.279 | 123  | 398  | 45   | 111  | 11    | 1     | 5    | 139  | 50   | 8    | 1    | 18   | 7    | 35   | 10   | 7    |
| 통산 | 14시즌 | 0.290 | 1393 | 3766 | 407  | 942  | 111   | 17    | 21   | 1261 | 418  | 34   | 16   | 196  | 43   | 418  | 117  | 75   |